# Steven Brust
Steven Karl Zoltán Brust (ur. 23 listopada 1955) – amerykański pisarz fantasy i science fiction pochodzenia węgierskiego. Jest najbardziej znany z powieści o zabójcy imieniem Vlad Taltos, żyjącym w świecie nazywający się Dragaer. W Polsce ukazało się pięć tomów tej serii. Współtworzył między innymi z pisarką Skyler White.
Jako perkusista, piosenkarz i autor tekstów, Brust nagrał jeden solowy album i dwa albumy jako członek Cats Laughing. Był także współautorem piosenek na dwóch albumach nagranych w połowie lat 90. przez zespół Boiled in Lead.

## Osiągnięcia
Opowiadanie Brusta When the Bow Breaks zostało nominowane do nagrody Nebula w 1999. 
Tekst Five Hundred Years After był nominowany do nagrody Locus Poll w 1995 roku (kategoria Best Fantasy Novel). Inne jego powieści nominowane do tej nagrody to Brokedown Palace, The Gypsy, Agyar oraz Freedom & Necessity.

## Wybrana twórczość

### Seria o Vladzie Taltosie
1. Jhereg (1983, w Polsce w 2002)
2. Yendi (1984, w Polsce w 2002)
3. Teckla (1987, w Polsce w 2002)
4. Taltos (1988, w Polsce w 2003)
5. Fenix (1990, w Polsce w 2003)
6. Athyra (1993)
7. Orca (1996)
8. Dragon (1998)
9. Issola (2001)
10. Dzur (2006)
11. Jhegaala (2008)
12. Iorich (2010)
13. Tiassa (2011)
14. Hawk (2014)
15. Vallista (2017)

### SeriaThe Khaavren Romances
1. The Phoenix Guards (1991)
2. Five Hundred Years After (1994)
3. The Viscount of Adrilankha, opublikowane w trzech tomach:
  1. The Paths of the Dead (2002)
  2. The Lord of Castle Black (2003)
  3. Sethra Lavode (2004)

### Powieści poza seriami
- Brokedown Palace (ilustracje autorstwa Alana Lee) (1986)
- The Baron of Magister Valley (zapowiedź; brak daty publikacji)